# 克伦基 (赫尔松区)
46°44′3″N 33°4′59″E / 46.73417°N 33.08306°E
克伦基（羅馬化：Krynky）是位於烏克蘭南部的村莊，由赫爾松州赫尔松区的奥莱什基市镇負責管轄。該村始建於1785年，面積63平方公里，海拔高度5米，坐落於第聶伯河左岸，與佳欣卡隔河相望。2001年人口991，人口密度每平方公里15.7人。
卡霍夫卡水壩潰決事件期間，克林基几乎完全被淹没。當地大部分居民逃往其他地區。
2023年11月15日，俄方承認烏方在該村設立了陣地，證實了烏方在第聶伯河戰役中在第聶伯河的東岸有了立足之地。
2024年2月20日，俄罗斯宣布再度占领克林基，但遭到烏克蘭方面的否認。